# Russkaya Pravda
Ruska Pravda o Justicia de la Rus (Justicia de la Rus o Verdad de la Rus; Antiguo eslavo oriental: Правда роусьска, Pravda Rusĭskaya (siglo XIII, 1280), Правда Руськая, Pravda Rúskaya (segunda mitad del siglo XV); ucraniano: Руська Правда, Ruska Pravda; ruso: Ру́сская Пра́вда, Rússkaya Pravda) fue el código legal de la Rus de Kiev y de los posteriores principados de los Rus durante los tiempos de la división feudal. Se redactó a principios del siglo XII y se rehízo durante muchos siglos. La base de la Justicia de la Rus, la Justicia de Yaroslav, el Gran príncipe de la Rus de Kiev y príncipe de Nóvgorod, fue escrita a principios del siglo XI. La Justicia de la Rus fue una fuente principal del derecho ruso antiguo.
A pesar de la gran influencia de la legislación del Bizantino en el mundo contemporáneo, y a pesar de los grandes lazos culturales y comerciales entre Bizancio y la Rus de Kiev, la Justicia de la Rus no tenía ninguna similitud con la del Imperio Bizantino.  La ausencia de capital y de corporal refleja más bien la forma de pensar de los nórdicos.

## Ediciones

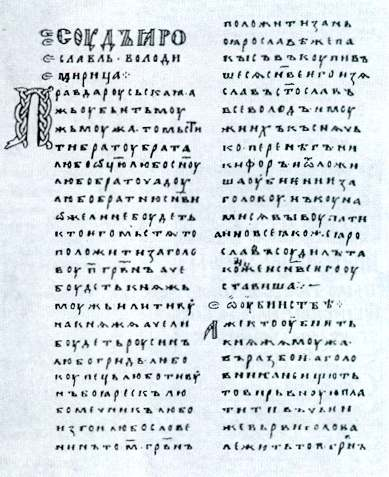
Copia de la "Edición extensiva". Manuscrito inicial: "SOUD Roslavl ‧ Volodimirica Pravda Ruska :" (Sudŭ Jaroslavlĭ Volodimirica. Pravda Rusĭskaja.)

Se conocen tres recensiones de la Justicia de la Rus: la edición corta (Krátkaya), la edición extensa (Prostránnaya) y la edición abreviada (Sokraschiónnaya). Se conservan más de 110 ejemplares que datan de los siglos XIII al XVIII, incluidos en diversos manuscritos: crónicas y compilaciones. De ellos, más de 100 ejemplares, incluido el más antiguo que se conserva, son de la Edición Extensa.
Este código fue descubierto por el historiador Vasili Tatíshchev en el texto de una de las crónicas de Nóvgorod y puesto en conocimiento de la Academia de Ciencias de Rusia en 1738. La primera edición comentada del texto fue publicada por August Ludwig von Schlözer en 1767.

## Génesis y evolución
La normativa jurídica de la Justicia de la Rus reflejaba la evolución de las relaciones sociales en la Rus de Kiev de los siglos XI-XIII.  El derecho consuetudinario, la legislación del Kniaz (Príncipe) y los procedimientos judiciales representaban la base de la Justicia de la Rus. También reflejaba las relaciones sociales que eran comunes entre otras naciones eslavas estrechamente relacionadas, como los croatas y los croatas blancos, y más o menos del mismo período de tiempo, en Croacia surgió el Estatuto de Poljica que es notablemente similar en contenido a la Justicia de la Rus.
La edición abreviada de la Justicia de la Rus contiene dos partes aparentemente distintas, denominadas por los investigadores Pravda Yaroslava (Ley de Yaroslav, ca. 1017), también conocida como Drevnéishaya Pravda (la Justicia más antigua) de Yaroslav I el Sabio, y Pravda Yaroslávichey (La Ley de los hijos de Yaroslav, ca. 1054). Algunos indican otros componentes distintos del texto, posiblemente añadidos posteriormente.
La Ley de Yaroslav comprendía las normas legales del derecho feudal junto con las normas arcaicas que se remontaban al primitivo sistema comunal. Según una teoría popular, fue promulgada para resolver un conflicto entre Konstantín Dobrýnich, un posádnik de Nóvgorod, y la población varega de la ciudad.
El posterior desarrollo y mejora de la Justicia de la Rus tuvo lugar en tiempos de los hijos de Yaroslav y de su nieto Vladímir II Monómaco. Se cree que se añadieron nuevas disposiciones a la Justicia de la Rus tras las revueltas en Kiev, Nóvgorod y el Principado de Rostov-Súzdal en 1068-1071.
En el Principado de Moscú, la Justicia de la Rus fue sustituida en 1497 por el Sudébnik, el Código de Derecho. Varios siglos antes, se promulgaron nuevos códigos legales en Pskov y Nóvgorod.

## Instituciones
La Pravda Yaroslávichey aumentaba la responsabilidad de una comunidad determinada por el asesinato de soldados de un kniaz, tiúns ("tiún" o тиун, siervo privilegiado de los kniazs o boyardos), stárostas ("stárosta", representante de la administración de bajo rango de un kniaz), otroks ("ótrok", soldado de bajo rango en el ejército de un kniaz) y otros siervos en su propio territorio. La Pravda Yaroslávichey preveía castigos severos para los incendios provocados, la mutilación deliberada del ganado y la usurpación colectiva de la propiedad de los ricos. Tras el motín de 1113 en Kiev, se introdujo una ley de intereses exorbitantes que limitaba las operaciones financieras de los prestamistas.

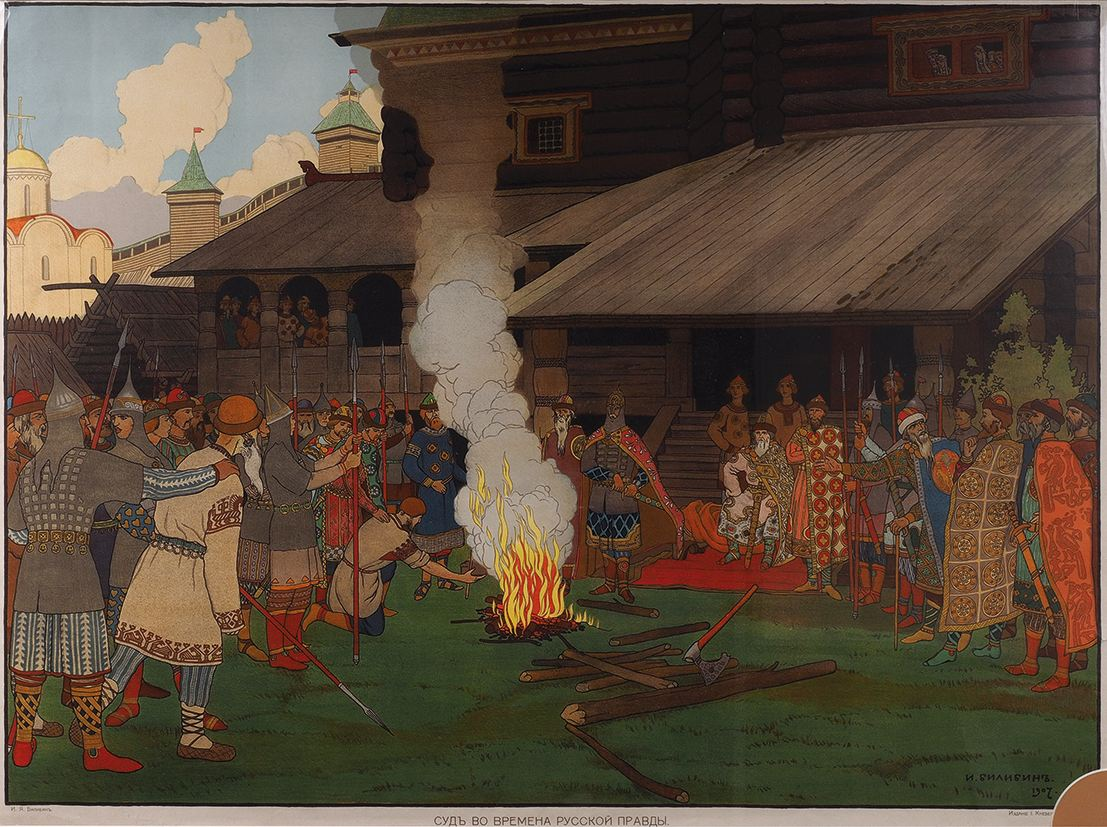
La administración de justicia en la Rus de Kiev. Cromolitografía de Iván Bilibin, 1909

La Justicia de la Rus estabilizó el sistema de relaciones feudales y la desigualdad social. Durante los siglos XI-XIII, se promulgaron nuevas leyes para los smerds ("smerd" - campesino dependiente del feudo), los zakups ("zákup" - campesino dependiente del feudo, que podía liberarse tras pagar su "zákup", un préstamo feudal), los jolóps ("jolop" - campesino dependiente del feudo, que podía ser asesinado o vendido como un esclavo), etc. La vasta edición de la Justicia de la Rus contiene normas especiales sobre el estatus de los zakups y los jolóps. También refleja el papel del tribunal de kniaz (príncipe), aumentando y dando diversas formas de castigo y penas. Instituyó multas que beneficiaban al kniaz o a su administración con la disminución de la indemnización a las víctimas.
En un intento de abolir la disputa de sangre (que era bastante común en aquella época), la Justicia de la Rus acotó su "uso" y limitó el número de vengadores a los familiares más cercanos del muerto. Si no había vengadores por parte de la víctima, el asesino tenía que pagar una multa (llamada "vyra") a favor del kniaz y una indemnización parcial a los familiares de la víctima (la comunidad del asesino tenía que ayudarle a pagar la multa). Si se mataba a una mujer, había que pagar la mitad de la multa normal (llamada "poluvýrie", la mitad de la "vyra"). La Justicia de la Rus también protegía la salud y el honor de los miembros libres de la sociedad feudal y proporcionaba una compensación económica en caso de mutilación o insulto de palabra o de obra. La Justicia de la Rus contaba con un amplio sistema de castigos y penas para el hurto en la ciudad o en el campo, el daño deliberado a los bosques, a los cotos de caza o a las tierras, el allanamiento, etc. También regulaba las deudas entre particulares y contenía artículos de responsabilidad y de derecho hereditario. La Justicia de la Rus recurría a los testigos, a los juramentos y a la "ordalía" (lat. ordalium, u "ordalía" en español), una especie de prueba de último recurso utilizada para demostrar la inocencia o la culpabilidad del acusado en los procesos judiciales. El proceso legal también incluía el testimonio de los testigos, la prueba, la recolección o la persecución en caliente. Los investigadores también tenían que comprobar si había acusaciones falsas. Estos fueron los primeros pasos hacia la ciencia forense.

## Extractos

### De la edición extensa
(basado en el Manuscrito Tróitski del siglo XV)
La Ley de Yaroslav (Суд Ярослава Владимеричь, Правда Руськая)
1.  Si un hombre mata a otro entonces un hermano se venga de un hermano, o un hijo se vengue de un padre, o un primo, o un sobrino; si nadie se venga, entonces 80 grivnas por el asesinado, si es un hombre de kniaz o un funcionario de kniaz; si es un rusín, o un grid (un druzhínnik de rango inferior), o un comerciante, o un funcionario de boyardo, o un méchnik (espadachín), o un izgói, o un slovenín (novgorodiano), entonces 40 grivnas por el asesinado.
1. Убьет муж мужа, то мстит брат за брата, или сын за отца, или двоюродный брат, или племянник; если не будет никто мстить, то 80 гривен за убитого, если будет княжеский муж или княжеский управитель; если будет русин, или гридь, или купец, или боярский управитель, или мечник, или изгой, или словенин, то 40 гривен за убитого.
2. Después de la muerte de Yaroslav el Sabio, hubo otra reunión entre sus hijos Izyaslav I, Svyatoslav II y Vsévolod I, y sus hombres Kosnyachko, Pereneg, Nikífor, y cambiaron la venganza de sangre por una multa; y el resto de sus hijos afirmaron como juzgó Yaroslav.
Sobre el asesinato...
3.	Si alguien asesina a un hombre en un arrebato, y no se busca al villano, entonces la comunidad donde yace la cabeza de la víctima paga una vyra (cuota al kniaz) de 80 grivnas; o si es un plebeyo, entonces 40 grivnas (nota: esto era una fortuna; un caballo costaba dos grivnas, y un siervo 1/2 grivna).
4.	Cualquiera que sea la comunidad que pague la vyra común (es decir, la cuota por el asesino que están escondiendo o no pueden encontrar), varios años tendrán que pagar eso, ya que los miembros están pagando sin el asesino. Pero si el asesino es conocido por la comunidad, le ayudarán con los pagos; pero sólo pagan hasta 40 grivnas, y el asesino paga el resto, y también contribuye a las 40 grivnas de su comunidad. O si asesinó por accidente, o en una fiesta, pagará así.
Así será en la culpa de la rapiña.
5.  Si hay un asesinato y un robo sin motivo, la gente no pagará por el asesino, sino que lo entregará con su mujer y sus hijos, y sus bienes serán saqueados.
6.  Si una persona no contribuye a la vyra, entonces la gente no le ayudará (en el futuro); pagará por sí mismo.
7.  Y tal es la ley para el recaudador de vyra de Yaroslav: el recaudador de vyra toma 7 cubos de lúpulo a la semana, también ovejas o una carcasa de carne o 2 nogatas (1 nogata = 1/20 de grivna); y un miércoles queso y una kuna (1 grivna = 50 kunas); y lo mismo el viernes; y dale dos pollos al día; y siete panes a la semana; y siete medidas de grano y siete medidas de guisantes; y siete medidas de sal; esto para un cobrador de vyra (výrnik) con un hombre; y para él 4 caballos, a los que se les dará una medida de avena; para el cobrador de vyra 8 grivnas y 10 kunas en concepto de honorarios, y para el ayudante del cobrador de vyra (metélnik) 12 vekshas (1 veksha = 1/6 de kuna); y una grivna cuando se vaya, y para cada víctima 3 grivnas.
(...)
Del hombre de kniaz
9. Si es un muchacho, un mozo de cuadra o un cocinero, entonces 40 grivnas
10. Y para un cuidador, o un entrenador de caballos, 80 grivnas
11. Pero para un supervisor de aldea, o el supervisor de trabajo de campo, 12 grivnas. Y para un siervo, 5 grivnas. Lo mismo para los boyardos.
12. Y para un comerciante y una comerciante, 12 grivnas.
13. Y para un siervo, 5 grivnas; para una sierva, 6 grivnas.
14. Y para un maestro, 12, lo mismo para una niñera, ya sean siervos o mujeres.
(...)
17. Y si uno es acusado de asesinato, pero no hay testigos aceptables, se le hará un juicio con hierro. Así se hará para todos los agravios o robos, si el acusador no puede aportar pruebas, y el agravio es por menos de media grivna de oro, entonces dale un juicio por hierro en cautiverio; si el agravio es por menos de eso, pero más de dos grivnas de plata, entonces juicio por agua; si es aún menos, entonces debe hacer un juramento.
(...)
La Ley de Vladimiro II Monómaco (Уставь Володимерь Всеволодича)
48. Volodímer Vsévolodich, a la muerte de Sviatopolk II, reunió su druzhina en Bérestove: Ratibor de Kiev, týsiatski; Prokopi de Bélgorod, týsiatski; Stanislav de Pereyáslav, týsiatski; Nazhir; Miroslav; Iván Chudínovich, boyardo del kniaz Oleg de Chernígov; y pusieron así: cobrar los intereses sólo hasta el tercer pago, si el prestamista toma los pagos "de tres en tres" (tres pagos de una mitad de la deuda cada uno); si uno toma del deudor dos acciones, puede pedir entonces la totalidad de la deuda; pero si cobró tres acciones, entonces no pedirá la suma completa.
49. Y si uno toma del deudor 10 kunas por año en cada grivna (20% TAE), eso está permitido.
(...)
Si un deudor se escapa
52. Si un deudor se escapa del amo, entonces es un siervo; pero si va a buscar dinero con el permiso de su amo, o va al kniaz con una queja contra su amo, entonces no será hecho siervo, sino que se le dará un juicio.
(...)
Sobre los deudores
57. Si un deudor roba algo, el amo está en su derecho; cuando el deudor es atrapado, el amo puede reembolsar a la víctima por su caballo o cualquier otra cosa, y convierte al deudor en su siervo; o si el amo no quiere reembolsar, entonces puede vender a su deudor a la servidumbre, y reembolsar a la víctima de eso, y quedarse con el resto.
(...)
Sobre los testigos
59. Un siervo no puede ser testigo; pero si no hay testigos libres, entonces un cuidador de siervos puede ser testigo, pero cualquier otro no. Y para casos menores puede ser testigo un deudor.
(...)
65. Si uno viola los límites de la tierra, o trabaja la tierra de otro, o pone una valla en la tierra de otro, entonces pagará 12 grivnas al kniaz.
69. Y si roba abejas, entonces 3 grivnas al kniaz; y por la miel, si la colmena estaba llena, 10 kunas a la víctima; pero si una colmena vacía, entonces 5 kunas.
Sobre los siervos
71. Si un siervo tortura a otro siervo sin órdenes del kniaz, entonces paga 3 grivnas al kniaz, y 1 kuna a la víctima por su sufrimiento.
72. Pero si tortura a un hombre del kniaz, entonces 12 grivnas al kniaz, y 1 kuna a la víctima por su sufrimiento.
(...)
Sobre los graneros
79. Si se quema un granero, entonces se saquea la casa y los bienes de la víctima, después de pagar los daños, y por el resto será siervo del kniaz; lo mismo para la quema de casas.
80. Y si uno corta intencionadamente un caballo u otro ganado, entonces pagará 12 grivnas al kniaz, y también devolverá a la víctima los daños.
(...)
Si un siervo muere
85. Si un siervo muere, sus bienes pasan al kniaz; si tiene hijas solteras, una parte de los bienes se les entregará como dote; si todas sus hijas están casadas, no los reciben.
Sobre las muertes de boyardos o druzhina
86. Si un boyardo o un miembro de la druzhina muere, sus bienes no pasan al kniaz; y si no tenía hijos, la herencia pasa a sus hijas.
(...)
Sobre la servidumbre
102. Hay tres tipos de servidumbre: se compra un siervo hasta por media grivna ante los testigos, y se da una nogata al juez ante el siervo.
103. Una segunda servidumbre: si uno se casa con una sierva sin el acuerdo de su amo; si se casa con acuerdo, entonces lo que decidan con el amo, así será.
104. Y esta es la tercera servidumbre: si uno actúa como funcionario o sirviente de alguien sin el conocimiento del amo; si hay un acuerdo, entonces lo que decidan, así será. Si toma las tareas del amo, es su siervo.
105. Pero por una deuda de grano, uno no se convertirá en siervo; pero si no la trabaja a tiempo, entonces debe devolverla de inmediato; pero si la devuelve en su totalidad antes de la fecha de vencimiento, es libre.